# Oliver Práznovský
Oliver Práznovský (ur. 15 lutego 1991 w Bratysławie) – słowacki piłkarz występujący na pozycji obrońcy w klubie Chrobry Głogów. Wychowanek Interu Bratysława, w swojej karierze grał także w takich zespołach jak MŠK Žilina, Rimavská Sobota, MFK Ružomberok, GKS Katowice, Łucz-Eniergija Władywostok, FK Senica, Alaszkert Erywań i FC ViOn Zlaté Moravce.